# Sint-Juliaan
Sint-Juliaan is een dorp in de Belgische provincie West-Vlaanderen. Het ligt in Langemark, een deelgemeente van Langemark-Poelkapelle. Het dorp ligt een drietal kilometer ten zuiden van Langemark-centrum, langs de N313 tussen Ieper en Poelkapelle. Het kreeg een eigen parochie in 1909, gewijd aan Sint Juliaan.

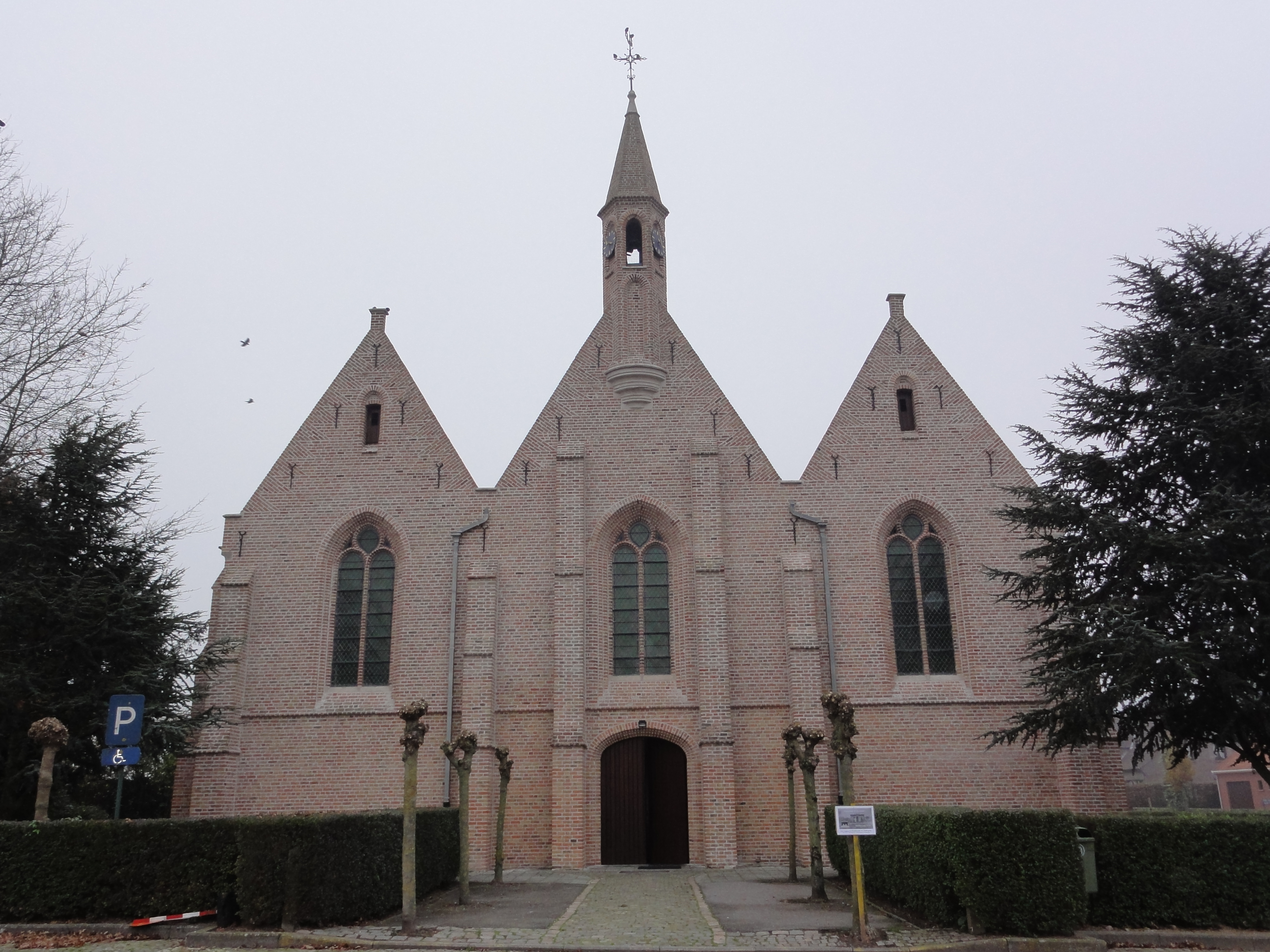
Sint-Juliaankerk

## Bezienswaardigheden

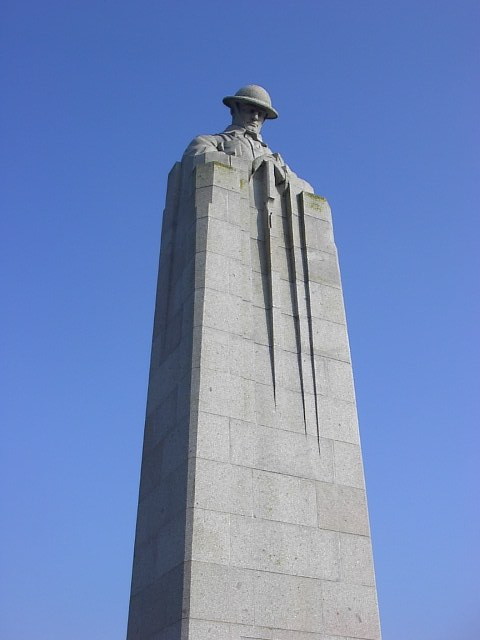
Canadees monument, The Brooding Soldier

- De Sint-Juliaanskerk werd in 1925 herbouwd na tijdens de oorlog te zijn verwoest. Het kerkgebouw bevat drie beuken, elk met hun eigen zadeldak.
- De Steenakkermolen, een beschermde staakmolen
- In Sint-Juliaan staat het Canadees oorlogsmonument The Brooding Soldier, dat op 8 juli 1923 ingehuldigd werd. In tegenstelling tot de vele begraafplaatsen in de streek, gaat het hier louter om een monument. Het 10 meter hoog granieten beeld van een Canadese soldaat, rustend op zijn geweer, wordt omringd door een park. Het herinnert aan de 2000 Canadese militairen die het leven lieten tijdens de eerste gasaanval tijdens de Eerste Wereldoorlog (22-24 april 1915), beter bekend als de Tweede Slag om Ieper.
- In Sint-Juliaan liggen een aantal Britse militaire begraafplaatsen:
  - St. Julien Dressing Station Cemetery
  - Seaforth Cemetery, Cheddar Villa
  - Dochy Farm New British Cemetery
  - Bridge House Cemetery

## Geografie
Sint-Juliaan ligt in Zandlemig Vlaanderen op een hoogte van 19 meter. Doorheen het centrum van Sint-Juliaan stroomt de Hanebeek die ontspringt in Zonnebeke. De beek stroomt verder tot in Langemark, waar deze overgaat in de Steenbeek. De Hanebeek is gelegen in het Stroomgebied van de IJzer.

## Evenementen
Jaarlijks is er het tweede weekend van juli kermis, met als hoogtepunt de Zotte Maandagstoet. De stoet wordt traditioneel afgesloten door de reuzen Emeliete en Camielten. De kermisfeestelijkheden gaan door in een kermistent op het speelplein achter de Hazebrug en worden afgesloten door een vuurwerk.

## Nabijgelegen kernen
Sint-Jan, Zonnebeke, Langemark, Poelkapelle